# Sergiusz Plewa
Sergiusz Plewa (ur. 16 marca 1940 w Łosince, zm. 5 kwietnia 2015 w Białymstoku) – polski polityk białoruskiego pochodzenia, spółdzielca, poseł na Sejm II i III kadencji, senator V kadencji.

## Życiorys
W 1967 ukończył studia na Wydziale Elektrycznym Wyższej Szkoły Inżynierskiej w Białymstoku. Przez 21 lat (od 1958 do 1979) pracował w Zakładzie Energetycznym w Białymstoku, był elektromonterem i technikiem. Pełnił m.in. funkcję kierownika rejonu energetycznego. W 1979 został prezesem Spółdzielni Mieszkaniowej „Słoneczny Stok” w Białymstoku. Przez 30 lat członek Polskiej Zjednoczonej Partii Robotniczej, a następnie Socjaldemokracji Rzeczypospolitej Polskiej, w 1999 przystąpił do Sojuszu Lewicy Demokratycznej, wchodził w skład władz krajowych i regionalnych tej partii.
W latach 1993–2001 z ramienia SLD sprawował mandat poselski w Sejmie II i III kadencji. Pracował m.in. w Komisjach Polityki Przestrzennej, Budowlanej i Mieszkaniowej, Mniejszości Narodowych i Etnicznych. W 2001 został wybrany na senatora V kadencji w okręgu podlaskim. Był członkiem Komisji Emigracji i Polaków za Granicą oraz Komisji Skarbu Państwa i Infrastruktury. W 2003 zrzekł się immunitetu senatorskiego, a w 2004 został prawomocnie skazany na grzywnę za prowadzenie pojazdu w stanie nietrzeźwości. W 2005 nie ubiegał się o reelekcję.
Pochowany na cmentarzu w Dojlidach.

## Odznaczenia
Był odznaczony m.in. Srebrnym i Złotym Krzyżem Zasługi oraz Krzyżem Kawalerskim Orderu Odrodzenia Polski.

## Życie prywatne
Syn Jana i Tatiany, był żonaty, miał dwie córki (Elżbietę i Katarzynę).